# Neure
Neure település Franciaországban, Allier megyében. Lakosainak száma 201 fő (2022. január 1.). Neure Château-sur-Allier, Lurcy-Lévis, Pouzy-Mésangy és Le Veurdre községekkel határos.

## Népesség
A település népességének változása:
| Lakosok száma | 222  | 168  | 152  | 173  | 177  | 182  | 188  | 187  | 192  | 201  |
|               | 1968 | 1982 | 1990 | 2006 | 2013 | 2015 | 2017 | 2019 | 2020 | 2022 |